# 니시오 유카
니시오 유카(일본어: 西尾 夕香 にしお ゆうか[*], 1994년 3월 31일 ~ )는 일본의 성우·가수이다. 가나가와현 출신이다. 히비키 소속이다.

## 개요
게이오기주쿠 대학 환경 정보 학부졸.
특기인 바이올린은 4살 때부터 시작했다.
고슴도치 애완동물 '수세미'를 기르고 있다
대학을 졸업한 후, 본명의 니시오 하루카 명의로 라디오나 나레이션등으로 활동.
당초의 활동 내용은 불명이지만 본인의 블로그 기사로 미루어 보아 2013년에는 활동하고 있었다고 한다.
2016년 8월1일부터 HARUCA로 개명하여 11월에 발매된 PC 브라우저 게임 「윤화네이션」의 주제가 CD 「윤화네이션」으로 가수 데뷔.
2017년에는 애니메이션 「정답하는 카드」의 엔딩 테마 「영원한 대답」으로 메이저 데뷔를 했다.
2019년에 개최된 「S·히비키·에이스 크루 합동 오디션 2019」에서, 히비키 범위에서 합격.4월 2일에 HARUCA에서 현재의 니시오 유카로 개명해 히비키 소속이 된 것을 발표.
DJ도 특기로 자주 외부 DJ 행사에도 출연했다.
「D4DJ」의 「Happy Around!」에서는 주역의 아이모토 린쿠 역에 기용된다.보컬&댄스 담당이지만, 지금까지의 경험을 실시해, 이벤트에서는 스스로 DJ를 선보이기도.
2020년부터는, 「BanG_Dream!」프로젝트의 신규 밴드 유닛 「Morfonica」의 히로마치 나나후카 역을 담당한다.현실적으로 밴드 활동을 하게 되지만 특기인 바이올린이 아닌 베이스를 담당한다.
이로써 활동 초기부터 '노래 작품에 종사한다'는 꿈이 마침내 이뤄졌다.
2022년부터는 유튜브 채널을 개설해 사무실 채널에서도 선보였던 불러본 동영상을 시작으로 자신의 취미에 관한 동영상, 라이브 오프샷 등을 올리고 있다.그 중에는 세탁기 안에 GoPro를 넣어 촬영하는, 생일에 친구가 프로그램·디자인을 다룬 포켓몬 10연 뽑기를 끄는, 같은 독특한 것도….